# Gare de Jilin
La gare de Jilin est une gare ferroviaire chinoise, c'est la principale gare de la ville de Jilin, dans la province de Jilin.

## Histoire

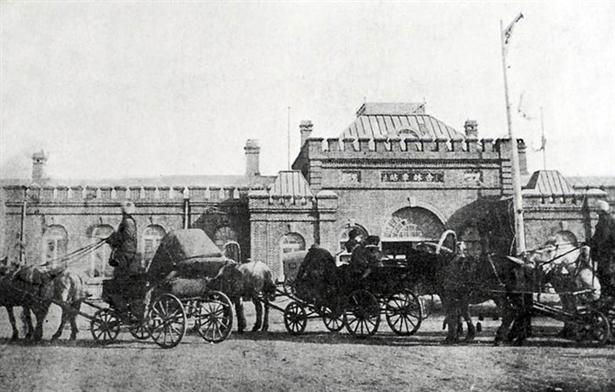
La gare de Jilin en 1912